# 1990 RA7
1990 RA7 är en asteroid i huvudbältet som upptäcktes den 13 september 1990 av den belgiske astronomen Henri Debehogne vid La Silla-observatoriet.
Den har en diameter på ungefär 6 kilometer.